# Rich Moore
Rich Moore (* 10. května 1963) je americký režisér animovaných filmů.

## Život
Rich Moore studoval animaci na Kalifornském institutu umění. V letech 1990–1993 režíroval seriál Simpsonovi (17 dílů) a v letech 1999–2003 seriál Futurama (71 dílů). Ve společnosti Drawn Together režíroval v letech 2005–2006 a 2009 2 epizody amerického animovaného seriálu Sit Down, Shut Up. V roce 2012 se ujal režie animovaného filmu společnosti Disney Raubíř Ralf. Tento film byl v roce 2013 nominován na Oscara za nejlepší animovaný film. V roce 2016 režíroval také animovaný film Zootropolis: Město zvířat rovněž od společnosti Disney, o 2 roky později následovala režie filmu Raubíř Ralf a internet. V Disneyho filmech také namluvil několik vedlejších rolí.
Moore byl producentem filmu Vivo z roku 2021.
V roce 2017 získal Oscara v kategorii Nejlepší animovaný film spolu s Byronem Howardem a Clarkem Spencerem za práci na filmu Zootropolis: Město zvířat.

## Filmografie (výběr)

### Režie
- 1990–1993: Simpsonovi (televizní seriál, 17 epizod)
- 1994–1995: Kritik (televizní seriál, 3 epizody)
- 1999–2001: Futurama (televizní seriál, 5 epizod)
- 2000: Baby Blues (televizní seriál, 1 epizoda)
- 2004: Duck Dodgers in Attack of the Drones (krátký film)
- 2005–2006: Drawn Together (televizní seriál, 2 epizody)
- 2012: Raubíř Ralf (film)
- 2016: Zootropolis: Město zvířat (film)
- 2018: Raubíř Ralf a internet (film)